# Olio essenziale di fiori di canapa

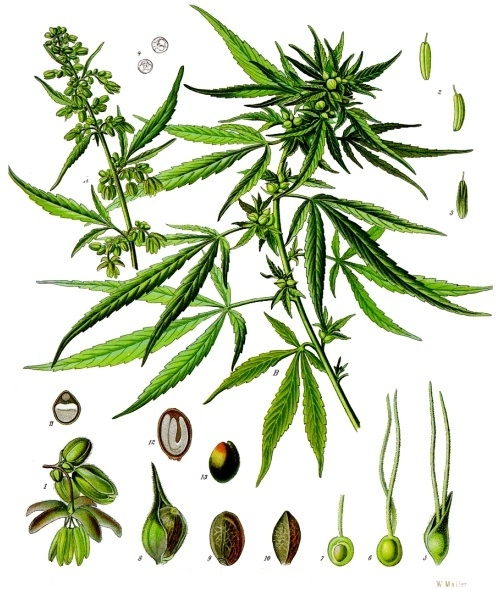
Pianta di Cannabis sativa.

L'olio essenziale di fiori di canapa o essenza di fiori di canapa è un olio che si ottiene dall'infiorescenza femminile e dalle foglie apicali della pianta di Cannabis sativa per distillazione in corrente di vapore. Appare come un liquido giallastro contenente molti composti volatili quali terpeni e terpenoidi e quantità variabili di delta-9-tetraidrocannabinolo a seconda della varietà di pianta da cui viene estratto l'olio e dall'impiego che se ne intende fare.

## Impieghi
Essenze a basse concentrazioni di cannabinoidi psicoattivi (THC) sono impiegate nell'industria cosmetica per la produzione di profumi, cosmetici e saponi, nell'industria dolciaria può essere utilizzato per la produzione di dolci o bevande. Essenze a concentrazioni più elevate possono invece essere impiegate in ambito farmacologico per terapie a base di cannabinoidi.

## Uso terapeutico
L'olio essenziale di fiori di canapa ha proprietà farmacologiche differenti rispetto a quelle dell'olio di semi di canapa, con una diversa capacità di azione, dal momento che nei fiori risiede una quantità assai maggiore di cannabinoidi che nei semi. Esso è dunque soprattutto un validissimo antinfiammatorio topico.

## Composizione
Sostanze principali contenute nell'essenza:
| Componenti             | % del totale |
| ---------------------- | ------------ |
| Mircene                | 29.4–65.8    |
| α-Pinene               | 2.3–31.0     |
| β-Pinene               | 0.9–7.8      |
| Delta-3-carene         | tracce–3.5   |
| Limonene               | 0.2–6.9      |
| β-fellandrene          | 0.2–0.6      |
| cis-Ocimene            | tracce–0.3   |
| trans-Ocimene          | 0.3–10.2     |
| α-Terpinolene          | tracce–23.8  |
| α-Bergamotene          | tracce–0.8   |
| Β-cariofillene         | 3.8–37.5     |
| α-umulene              | 0.7–7.4      |
| β-Farnesene            | tracce–1.4   |
| β-Selinene             | tracce–0.5   |
| Selina-3,7(11)-diene   | tracce–0.7   |
| Ossido di cariofillene | tracce–11.3  |
| Monoterpeni totali     | 47.9–92.1    |
| Sesquiterpeni totali   | 4.0–47.5     |